# Кзар-Акил
Кзар-Акил — археологический памятник в 10 км к северо-востоку от Бейрута в Ливане.
Расположен  в 800 метрах к западу от источника Антильяс на северном берегу северного притока Вади Антильяс. Это большое каменное укрытие внизу крутого известнякового утёса.
Новые датировки людей из Кзар Акила: «Эгберт» — 39,2—40,8 тыс. л. н., «Этельруда» — 41,7—42,4 тыс. л. н.
Эмиранско-богуницкий комплекс индустрий представлен на Ближнем Востоке (Кзар-Акил в Ливане, Бокер-Тахтит в Израиле, Ючагизли в Турции), в Чехии (Богунице, Странска Скала, Лишень, Подоли, Тварожна), в Болгарии (Темната дупка), на Украине (Куличёвка), на Алтае (Кара-Бом) и в Северном Китае (Шуйдунгоу).